# Ирин
Ирин (перс. گهر‎) — озеро на реке Тенге-Холевен в провинции Лурестан (Иран). Площадь поверхности озера — 87,75 га, а объём — 12,26 млн м³, благодаря чему является самым большим пресноводным озером западного Ирана.
Располагается примерно в 85 км к востоку от Хорремабада и 25 км к юго-востоку от Доруда. Озеро находится в долине около южных склонов Ошторан-Куха (составная часть Загроса). Ледниковое по происхождению.
Имея высоту 2350 м над уровнем моря и глубину в 31 м, Ирин представляет собою одно из самых высоких и самых глубоких озёр в государстве. Водой его питает ряд небольших горных притоков и источников, а вытекает из него река Тенге-Холевен, текущая на запад. Из-за высокого уровня биоразнообразия Ирин и окрестные горы провозглашены охраняемой зоной.

## География

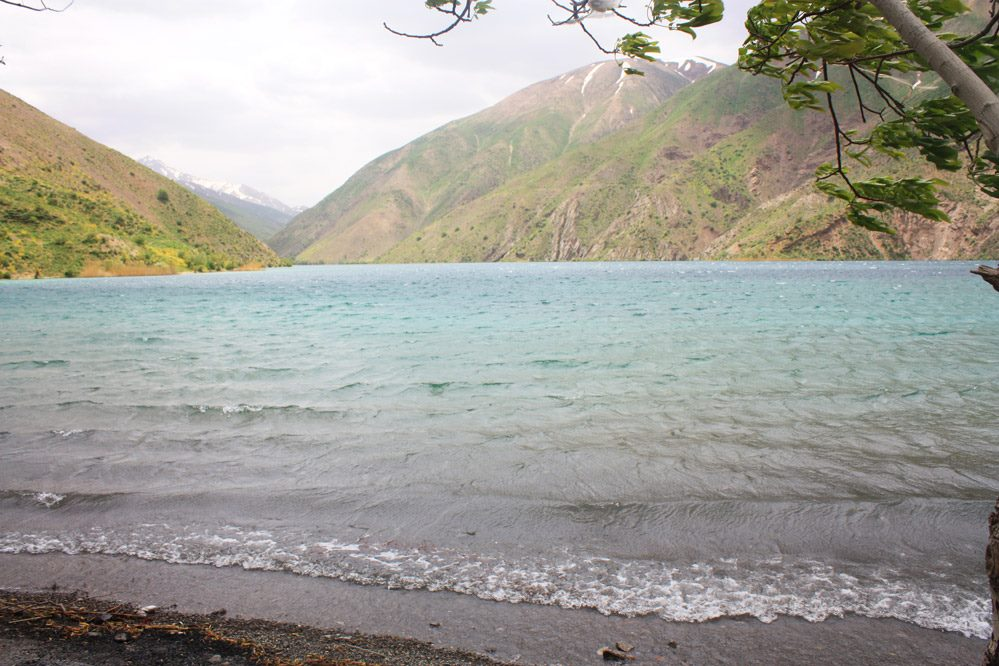
Озеро Ирин в 2015 году

Ирин расположен в средней части Загроса, то есть, в аллювиальной долине, которая в соответствии с горной цепью простирается с северо-запада на юго-восток, а тектонически оформилась в течение мезозойского периода. Долина ограничена Ошторан-Кухом (3888 м) на северо-востоке и Кух-е тахт-е Кал (3107 м) на юго-западе. Стратиграфический профиль Ошторан-Куха состоит из кембрийско-ордовикского известняка и глинистого сланца, а Кух-е Тахт-е Кале — из доломитов триасового и юрского периода. Геологи вначале предполагали, что западная природная плотина произошла из-за оползня вследствие сильного доисторического землетрясения, но исследования из 2012 года доказали, что Ирин на самом деле ледникового происхождения, то есть, что преграда 25,38 млн м³ — плод морен трех ледников. Район около озера — весьма сейсмоактивен, и часто случаются разорительные землетрясения, а последнее таковое отмечено в 1909 году (7,4 баллов по шкале Рихтера).
В той же самой долине на приблизительно 2,5 км удаленности и на 75 м выше, расположено и озеро Малый Гохар, которое разделяет сходные геоморфологические и лимнологические характеристики, из-за которого Гохар иногда называется и Большим Гохаром. Облик озера — вытянут, и простирается параллельно окрестным горам длиною 2012 км, а ширина его колеблется до 654,3 м в западной части (в среднем 450 м). Поверхность Гохара занимает 0,8775 км², высота над уровнем моря 2335 м, а самая большая глубина — 28 м. Приливно-отливная зона в направлении к горам — выраженно крутая, и её наклон — 40-70 %, а в направлении к долинам — относительно пологая. По северному берегу озера проходит местная автодорога, которая связывается с государственной трассой-62 около Доруда на западе и Элигудерза на востоке. Самые близкие населённые пункты, тяготеющие к озеру — две деревни, расположенные примерно 15 км к западу — Гале-Гохар, находящийся ниже по течению, около Тенге-Холевена, и Сараванд — рядом с упоминавшейся дорогой.

## Гидрология
Ирин в самом широком гидрологическом и гидрогеологическом смысле классифицируется как часть бассейна Персидского залива, с которым его связывают реки Тенге-Холевен, Дез, Карун и Шатт-эль-Араб. Озеро считается собственно истоком Тенге-Холевена, который имеет расход 0,5 м³/с на выходе из него, но в его устье, около 40 км вниз по течению, этот показатель в мае поднимается и до 21 м³/сек. Более узкий бассейн с Ирином в центральной его части имеет поверхность около 60 км² и ограничен верхами Ошторан-Куха и Кух-е Тахт-е Калом, а также перевалом между двух гор, расположенным в 7 км от озера и высотою 2630 м. Водораздел Ошторан-Куха отделён от бассейна Руд-е Марборе, а Кух-е Тахт-е Калом — от бассейна Аб-е Рудбара, но все они вместе принадлежат бассейну Персидского залива, и две реки также непосредственно присоединяются к реке Дез. Ирин обеспечивается водою прежде всего с помощью горных притоков, которые возникают в результате весеннего таяния ледников, а также рядом небольших источников по всем сторонам. В его долине преобладает бореальный климат со среднегодовым количеством осадков от 700 мм, а температуры изменяются от самых низких: −30 градусов в феврале и до +37 градусов в августе.

## Флора и фауна
Флора и фауна Ирина обусловлены бореальным климатом, большою высотой над уровнем моря и постоянным обилием питьевой воды. Растения, вырастающие в озере, прежде всего включают в себя тростник. Леса простираются на северо-восточной стороне долины и изобилуют дубами, вербами, фисташковыми и миндальными деревьями, вязами, грушевыми деревьями, яблонями, платанами, ореховыми деревьями. Животные, посещающие озеро — персидский леопард, сирийский бурый медведь, вепрь, иранский волк, туркменская лисица, персидская газель, бурый заяц, дикая коза и овца.